# Marte 2

Marte 2 é a designação de uma missão não tripulada, parte do Programa Marte, uma série de espaçonaves com o objetivo de orbitar e pousar em Marte, lançadas pela União Soviética no início da década de 70.
As missões Marte 2 e Marte 3 consistiram de espaçonaves idênticas, cada uma com um veículo orbital e um aterrissador acoplado, elas foram lançadas pelo foguete Proton-K com um Bloco-D no último estágio. O aterrissador da Marte 2 se tornou o primeiro objeto feito pelo homem a atingir a superfície de Marte.

## Características
- Plataforma: M-71[1]
- Data e hora do lançamento:
  - 19 de Maio de 1971 as 16h22min44 UTC
- Massa no lançamento (incluindo combustível):
  - Conjunto: 4 650 kg
  - Orbitador: 3 440 kg
  - Aterrissador: 1 210 kg
- Massa seca em órbita: 2 265 kg
- Dimensões:
  - Altura: 4,1 m
  - Largura: 2 m (5,9 m com os painéis solares estendidos)

### O orbitador
O motor do orbitador foi acionado para colocar a espaçonave numa órbita de 1 380 x 24 940 km, 18 horas de duração e 48,9 graus de inclinação sobre Marte.
Por uma triste coincidência, uma forte tempestade de poeira afetou negativamente a missão. Incapazes de reprogramar os computadores, tanto a Marte 2 quanto a Marte 3 liberaram seus aterrissadores quase que imediatamente e os orbitadores usaram uma quantidade considerável dos seus recursos de dados obtendo imagens sem muito interesse das nuvens de poeira ao invés da superfície como estava planejado.
O orbitador da missão Marte 2 enviou dados cobrindo o período de dezembro de 1971 a março de 1972, apesar das transmissões continuarem até agosto. Em 22 de agosto de 1972, foi anunciado que a Marte 2 e a Marte 3 completaram suas respectivas missões depois de 362 órbitas. As duas naves em conjunto enviaram um total de 60 imagens. Essas imagens e os dados obtidos, revelaram montanhas de até 22 km, átomos de hidrogênio e oxigênio na atmosfera superior, temperaturas na superfície entre -110 °C e +13 °C, pressão na superfície entre 5,5 e 6 mbar (0,55 a 0,6 kPa), concentração de vapor d'água 5 mil vezes menor que a atmosfera da Terra, a base da ionosfera entre 80 e 110 km de altitude, e grãos de poeira oriundos das tempestades a 7 km de altitude. As imagens e os dados permitiram a criação de mapas do relevo da superfície, e forneceram informações sobre a gravidade marciana e seus campos magnéticos. Esse orbitador, continua em órbita de Marte.

### O aterrissador
Em 27 de novembro de 1971, devido a um mal funcionamento do computador de bordo, o aterrissador entrou na atmosfera marciana de maneira incorreta o que resultou numa queda na localização: 45°S 313°O. Nenhum outro contato pode ser feito depois da queda.
O módulo aterrissador da missão Marte 2 era montado no lado oposto ao sistema de propulsão do módulo orbitador. Ele consistia de uma cápsula de pouso esférica de 1,2 m de diâmetro um escudo aerodinâmico cônico um sistema de paraquedas e retro foguetes.
O módulo aterrissador como um todo tinha massa de 1 210 kg (abastecido), a cápsula de pouso em si, pesava 358 kg.